# Uma Loucura de Mulher
Uma Loucura de Mulher  é um filme brasileiro de 2016, do gênero comédia romântica. Produzido e estrelado por Mariana Ximenes, tem roteiro de Angélica Lopes, Kirsten Carthew e Marcus Ligocki Jr. e direção de Ligocki Jr. Suas filmagens ocorreram de maio a julho de 2015, em Brasília e no Rio de Janeiro.

## Sinopse
O filme conta a história do reencontro de uma mulher consigo mesma. A bailarina Lúcia (Mariana Ximenes) abanou a dança, sua grande paixão, para se casar com o político Gero (Bruno Garcia) e estão juntos há 15 anos. Na festa de pré-lançamento do candidato ao governo do DF, o casal briga. Com medo, Lúcia foge para o Rio de Janeiro e se esconde em um apartamento onde passou parte da infância. Enquanto é procurada, uma antiga vizinha e seu primeiro namorado começam a mudar o rumo da sua vida.

## Elenco
- Mariana Ximenes como Lúcia Pimenta
- Sergio Guizé como Dr. Paulo Raposo
- Bruno Garcia como Gero Fernandes
- Miá Mello como Dulce
- Guida Viana como Rita
- Erom Cordeiro como Cleiton
- Augusto Madeira como Cleber
- Luís Carlos Miele como Senador Waldomiro
- Ildi Silva como Karen
- Zéu Brito como Josenildo
- Roberta Gualda como Thelma
- Cláudio Mendes como Presidente do partido

## Recepção da crítica
O filme tem uma nota de 5.1 de 10 no IMDb.
Lucas Salgado, do AdoroCinema, escreveu: "Em um momento político conturbado do Brasil, o filme não funciona nem como sátira política. Envolve eleição para governador, um senador e parte da trama em Brasília, mas tudo é muito superficial".
Pablo R. Bazarell, do CinePop, disse: "De fato, Uma Loucura de Mulher se mantém apenas pelo carisma e talento de Mariana Ximenes. Ela é a alma do filme e o vende com a presença de um furacão. Dentro de uma brincadeira como esta, que não pode ser levada a sério, a jovem atriz consegue fincar tudo no mundo real, se tornando a bússola de para onde iremos. Nos envolvemos com sua personagem e nos identificamos, já todo o resto não ajuda muito. A trilha sonora exagerada – como na cena em que o ex-marido e o pretendente estão no apartamento juntos sem saber – faz o escracho estar sempre presente, mesmo que tudo funcionasse bem melhor de outra forma.
Enquanto para H. Caio Fávio, do Metrópoles, elogiou a produção: "Engana-se quem pensa que “Uma Loucura de Mulher” se trata de mais uma trama explorando os clichês temáticos sobre uma capital marcada pela corrupção, jogos escusos e políticos imorais. Tudo isso entra em cena num segundo plano, mas de uma forma velada e sofisticada. Tão velado e sofisticado que nem percebemos esses signos.

## Orçamento e bilheteria
Uma loucura de mulher teve seu projeto aprovado desde 2012 e captou o total de R$ 7,915,623.53 milhões  de reais, segundo a Ancine.
O filme foi exibido em 274 salas, de acordo com Observatório Brasileiro do Cinema e do Audiovisual e levou 103 647 pessoas aos cinemas no mês de junho de 2016, mais da metade desse total assistiu o filme nos primeiros três dias de exibição.

## Ficha Técnica[11]
| Direção                    | Marcus Ligocki Jr.                                  |
| Produção                   | Marcus Ligocki Jr. Lara Guaranys Jane Kagon         |
| Produção Executiva         | Marcelo Torres Mauro Pizzo                          |
| Coprodução                 | Guiza Produções Telecine                            |
| Produtora Associada        | Mariana Ximenes                                     |
| Roteiro                    | Angélica Lopes Marcus Ligocki Jr. Kirsten Carthew   |
| Filmic Consultant          | Bruce Block                                         |
| Consultoria de Roteiro     | José Carvalho de Azevedo                            |
| Direção de Fotografia      | André Carvalheira                                   |
| Direção de Arte            | Tiago Marques                                       |
| Som Direto                 | Marcos Manna                                        |
| Figurinista                | Valéria Stefani                                     |
| Caracterização             | Auri Mota                                           |
| Montagem                   | Marcelo Moraes                                      |
| Música Original            | Bandeira 8 Fábio Mondego Fael Mondego Marco Tommaso |
| Edição de Som              | Caetano Cotrim de Blasiis Eric Ribeiro              |
| Mixagem                    | Armando Torres Jr.                                  |
| Supervisão de Pós-produção | José Augusto de Blasiis                             |
| Finalização                | O2 Filmes                                           |